# Momoclo All Stars 2012
Albums de Momoiro Clover Z
Battle and Romance
(2011) 5th Dimension
(2013)
Momclo All Stars 2012 (écrit Momclo★All Stars 2012 sur la couverture) est un album spécial du groupe féminin japonais Momoiro Clover Z.

## Présentation
Il s'agit d'un album live publié par le groupe et a été vendu pendant leur concert à Momoclo Haru no Ichidaiji 2012 ~Yokohama Arena Masaka no 2 DAYS~, le 21 et 22 avril 2012 et du 22 avril au 8 mai 2012 sur la boutique en ligne KING e shop. Il n'a pas été classé dans les ventes de l'oricon.
L'album se compose de 7 titres live interprétées par les chanteuses du groupe en solo ou en featuring, et de leurs versions instrumentales.

## Interprètes
- Reni Takagi
- Kanako Momota
- Momoka Ariyasu
- Shiori Tamai
- Ayaka Sasaki

## Liste des titres
| 1.  | Nagisa no Lalala (渚のラララ)                                               | Kanako Momota with The Wild Ones                    |  |
| 2.  | Namidame no Alice (涙目のアリス)                                            | Shiori Tamai                                        |  |
| 3.  | Aari wa Hankouki! (あーりんは反抗期！)                                      | Ayaka Sasaki                                        |  |
| 4.  | Kyouiku (教育)                                                              | Momoka Ariyasu with ZAINICHI FUNK                   |  |
| 5.  | Tsugaru Hantou Tappizaki (津軽半島龍飛崎)                                   | Reni Tagaki                                         |  |
| 6.  | Single Bed wa Semai no Desu (シングルベッドはせまいのです)                  | MomoTamai (Kanako Momota & Shiori Tamai)            |  |
| 7.  | Jimusho ni Motto Osaretai (事務所にもっと推され隊)                          | Jimusho ni Osare Tai (Momoka Ariyasu & Reni Takagi) |  |
| 8.  | Nagisa no Lalala [off vocal ver.] (渚のラララ)                              | Instrumental                                        |  |
| 9.  | Namidame no Alice [off vocal ver.] (涙目のアリス)                           | Instrumental                                        |  |
| 10. | Aari wa Hankouki! [off vocal ver.] (あーりんは反抗期！)                     | Instrumental                                        |  |
| 11. | Kyouiku [off vocal ver.] (教育)                                             | Instrumental                                        |  |
| 12. | Tsugaru Hantou Tappizaki [off vocal ver.] (津軽半島龍飛崎)                  | Instrumental                                        |  |
| 13. | Single Bed wa Semai no Desu [off vocal ver.] (シングルベッドはせまいのです) | Instrumental                                        |  |
| 14. | Jimusho ni Motto Osaretai [off vocal ver.] (事務所にもっと推され隊)         | Instrumental                                        |  |